# دودلي وارد
دودلي وارد (بالإنجليزية: Dudley Ward)‏ هو سياسي نيوزلندي، ولد في 9 يوليو 1827، وتوفي في 30 أغسطس 1913 في نيوزيلندا. انتخب عضو مجلس النواب النيوزيلندي.